# Bildhastighet

12 rutor lång animation, baserad på film av Edweard Muybridge. De snabba rörelserna verkar ryckiga på grund av den låga bildhastigheten.

Bildhastighet, rutor per sekund eller bilder per sekund, förkortas FPS eller F/S (förkortning från engelskans frames per second), anger hur snabbt en film går genom en uppspelningsapparat (eller kamera).
En filmvisning består av bildrutor på en remsa som körs genom en projektor. Ögats tröghet sätter sedan samman bilderna till en sammanhängande rörelse. För att rörelsen ska verka naturlig krävs att projektorn och kameran håller samma hastighet i antal rutor per sekund.
Det finns många olika standardhastigheter för film: TV använder 25 rutor per sekund, stumfilmer använde 16–18 rutor (men se stumfilmstempo), och under slowmotioninspelning används från tre gånger uppspelningshastigheten upp till 4000 rutor per sekund.
Den absolut vanligaste hastigheten för film och den som är mest känd är 24 rutor per sekund, och det är den hastigheten som filmen har. Men projektorer i vanliga biografer visar varje ruta två gånger (dvs. sammanlagt visas det 48 bilder per sekund). Eftersom filmen spelas upp med rörelse-oskärpa (på engelska "motion-blur") påverkar det vår hjärna ytterligare med att det faktiskt är en rörelse det handlar om.
100Hz-TV är numera vanligast i moderna CRT-skärmar. Det är för att traditionella TV-apparater uppdaterar sig med 50Hz (60Hz i USA, NTSC), men eftersom ögat hinner uppfatta flimret när TV:n ska byta bild och börjat projektera en ny har man ofta dubblat till 100Hz, vilket leder till halverad tid med bytet av bilden.
Ögats uppfattningsförmåga beror på om det är ljus eller mörker och vilka färger det är som dyker upp. Gröna färger uppfattas bland de snabbaste.
Därför kan man inte påstå att ögat uppdaterar i något bestämt tal. Beroende på förutsättning är det fullt möjligt att uppfatta bilder som dyker upp i 1/200 sekund, 200 förändringar per sekund. 
Högpresterande bildskärmar använder ofta en hög uppdateringsfrekvens. Nyare datorskärmar klarar av att visa en uppdateringsfrekvens på närmare 400 Hz när de är överklockade.